# 激光中
《激光中》是香港歌手羅文於1983年推出的粵語歌曲，由林慕德作曲及編曲、林振強填詞，收錄於專輯《舞台上》中。歌曲和音樂錄影帶均被視為香港樂壇當時的前衛之作，獲不少歌手取樣、翻唱、致敬或惡搞。

## 背景
羅文歌迷兼資深媒體人鄺兆昌透露，其時一個德國樂隊有首饒舌曲很流行，羅文想在香港製作這類歌曲。
林慕德在兩個訪問中表示，羅文要求他以香港流行樂壇上沒人創作過的新風格寫歌，並希望是很放克的東西，而且給予他極大的創作自由，只要符合林慕德自己的喜好就行了。林慕德覺得羅文以往的曲風較為中國化，與林振強商量後，便以中國傳統唱法數白欖表現放克感，並在副歌加入搖滾的元素，拼揍成一首獨特且中西合壁的歌曲。
據詞人梁柏堅一專欄，林振強共交出兩份詞稿，羅文曾跟商台DJ鄺兆昌比較了兩稿，最後棄掉了「冇咁癲（沒那麼瘋狂）」的版本。

## 歌曲特徵
對應專輯主題，歌曲描寫歌手忘我的演出，希望聽眾共舞回應。
多位香港音樂人視之為香港流行樂壇首支嘻哈饒舌作品，對曲風的定義和形容還有的士高和電子風。國際演藝評論家協會成員李慧中指曲風屬於美國的舊學派嘻哈，帶饒舌元素，曲式結構為ABAC，饒舌段和副歌輪流出現，4/4節拍，並以反拍節奏（Back beat）表現
。BPM為114。

## 評價
有論者認為1983年香港流行曲開始脫離電視劇的束縛，多元發展，其中《激光中》的大膽嘗試，為流行曲開拓出一條新路。 
詞評人朱耀偉認為歌詞為羅文度身訂造之餘，亦結合「鬼馬歌」的元素，較林振強所寫的類似詞作如《付出過》（羅文）、《搖擺心窩》（夏韶聲）等突出。

## 音樂錄影帶

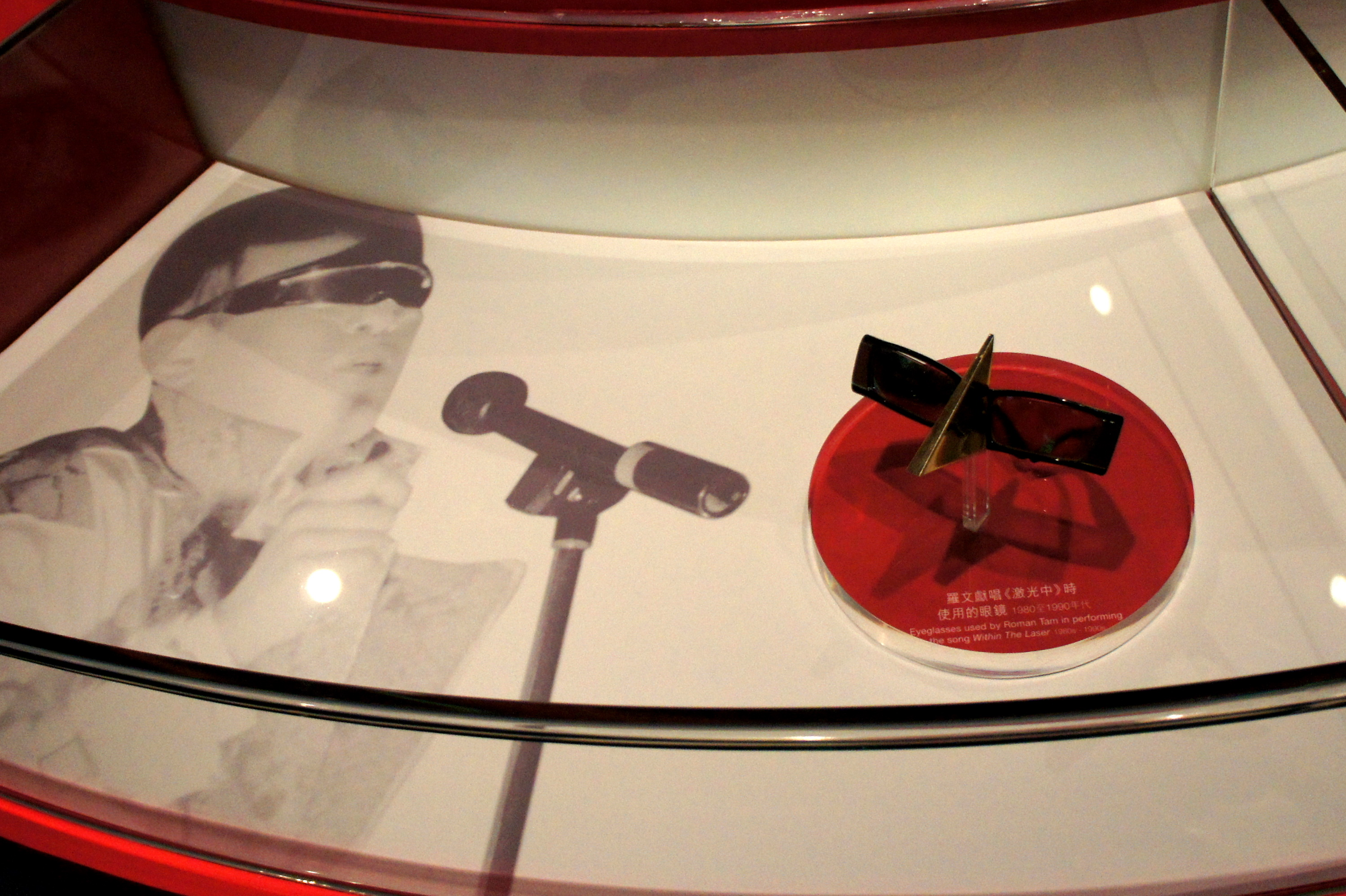
香港文化博物館專題展覽「獅子山下‧掌聲響起‧羅文」的展品：羅文演唱《激光中》所用的眼鏡；但在2001年的無線電視綜合節目《名曲滿天星》中，羅文曾展示一樣的眼鏡，說是在1994年花八千港元購買，與該展覽中的描述「1980至1990年代使用」不符。

在1983年推出的音樂錄影帶（MV）中，羅文戴著太陽眼鏡，在反光鏡迷宮、迪斯科舞廳等場合跳舞，廣告及品牌設計師陳幼堅評論道：「以有限資源將2D DENSION變成3D效果，360度的空間控制得非常好」。羅文的造型破格新潮，演出被指「妖艷」、「雌雄同體」等，於是引來不少藝人模仿和惡搞，如盧海鵬、黎耀祥和羅家英。1993年，羅文重新灌錄此曲並推出新MV。

## 軼事
2019年8月6日，反對逃犯條例修訂草案運動積極參與者、時任香港浸會大學學生會會長方仲賢在深水埗購買激光筆（Laser pointer）後，遭便衣探員指其涉嫌藏有攻擊性武器並拘捕。8月7日晚上，數百名市民自發到尖沙咀香港太空館門外，發起「全民觀星」活動，抗議警方無理拘捕購買合法的物件方仲賢，以及此前於記者會用激光筆照射報紙的不合理示範。活動期間，市民以激光筆把激光射向太空館天象廳外牆，並高唱《激光中》等歌曲。
及後此曲熱度重回，如網上廣傳小克多年前所創作的表情圖示版歌詞、獲名人引用等。

## 獎項
- 1983年度十大勁歌金曲[28]

## 其他版本

### 自翻唱
| 年份 | 專輯 | 編曲人         |
| ---- | --- | -------------- |
| 1993 | 更名為《激光中》（94' YEAH版），歌詞略有差異，並重拍了MV。首先收錄於合輯《星光燦爛Vol.1》中，後見於羅文翌年的個人專輯《多面體》 | 麥皓倫、黃良昇 |
| 1996 | 羅文25 | 金培達         |

### 翻唱及改編
| 年份 | 歌手               | 專輯/場合                                                                  |
| ---- | ------------------ | -------------------------------------------------------------------------- |
| 1984 | 徐小鳳             | 海城夜總會                                                                 |
| 1985 | 林子祥             | 10分12吋                                                                   |
| 1994 | 梅艷芳、羅文       | 超級樂壇創世紀                                                             |
| 1994 | 梅艷芳             | 情歸何處II梅艷芳感激歌迷演唱會                                             |
| 2002 | 陳冠希             | 專輯《留給世上最愛羅文的人》                                               |
| 2004 | 李克勤             | 左麟右李04開心演唱會                                                       |
| 2005 | 葉德嫻             | 星之旅演唱會                                                               |
| 2007 | 農夫               | 專輯《風山水起》中的《樂而忘返》採樣《激光中》                             |
| 2008 | 農夫               | 舉高隻手演嘢會Live 08                                                      |
| 2009 | 廿四味、方皓玟     | 激光中 24Herbs Remix（取樣原曲riff，沿用原曲副歌樂段）                     |
| 2014 | 衛蘭               | 專輯《E11》                                                                |
| 2014 | 中學物理教師林伯強 | 《激光中 物理篇》（页面存档备份，存于）                                    |
| 2015 | 羅家英             | 《驚慌中》（页面存档备份，存于）（香港海洋公園「哈囉喂全日祭」2015主題曲） |
| 2019 | 高登音樂台         | 《激光中》 （页面存档备份，存于）                                          |
| 2019 | YouTube頻道懵盛盛  | 《激光筆》                                                                 |
| 2020 | 鄭俊弘             | 《流行經典50年》（2020）第22集                                             |

## 註腳
1. ↑  但亦有《精歌妙韻林子祥》（1982年）才是的說法[7]
2. ↑  持跟主創人林慕德相反的意見，李慧中認為並非《鐵馬縱橫》（大AL）般的中國傳統數白欖，因為饒舌段和副歌長短比重一致，而且部分說唱段落的起始是弱拍，音樂背景亦加入了流行音樂的固定音型（riff）。